# Gerardo da Sabbioneta
Gerardo da Sabbioneta (in lingua latina: Girardus de Sabloneta Cremonensis) (Sabbioneta, ... – XIII secolo) è stato un astrologo, astronomo e traduttore italiano autore di alcuni iudicia, scritti subito dopo il 1255 e noto anche per l'attribuzione, probabilmente erronea, della traduzione del Theorica planetarum, opera di Gherardo da Cremona.

## Biografia
Nativo di Sabbioneta, Gerardo fu particolarmente famoso ai suoi tempi come astrologo, tanto che i suoi responsi gli furono richiesti da figure di primo piano della politica del tempo come Ezzelino da Romano e Oberto Pelavicino e molti importanti signori di quell'epoca lo consultavano frequentemente. Nella Biblioteca Vaticana si possono ancora leggere i suoi responsi con il titolo di Iudicia Maestri Girardi de Sabloneta cremonensis super multis questionibus et certis nativitatibus ac annorum mundi revolutionibus.
A Gerardo sono state attribuite varie traduzioni dall'arabo al latino: oltre alla dubbia attribuzione della Theorica planetarum, le traduzioni di Gerardo includono Il canone della medicina di Avicenna e l'Almansor di al-Razi (conosciuto con il nome latino di "Rhazes").